# لخ والسا
لخ والسا (لهستانی: Lech Wałęsa؛ ‏‎/ˌlɛx vəˈwɛnsə/‎؛ ‏ Polish: [ˈlɛx vaˈwɛ̃sa] ()، تلفظ صحیح نام‌خانوادگی: «واوِنسا»؛ ‏ زاده ۲۹ سپتامبر ۱۹۴۳) سیاستمدار و فعال حقوق بشر لهستانی است که در سال ۱۹۸۳ برنده جایزه صلح نوبل شده‌است و در خلال سال‌های ۱۹۹۰ تا ۱۹۹۵ رئیس‌جمهور این کشور بوده‌است.

## زندگی
لخ والسا، در سال ۱۹۸۰ به عنوان رهبر جنبش همبستگی، نخستین اتحادیه مستقل کارگری در لهستان کمونیست، توجه بین‌المللی را به خود جلب کرد. والسا در ۱۹۴۳ در پوپوووی لهستان به دنیا آمد. پدرش نجار بود. او در کشتی سازی لنین در گدانسک لهستان در سال۱۹۶۷ مهندس برق شد. والسا یک فعال سیاسی پرتلاش بود و در تظاهرات گستره علیه افزایش بهای مواد غذایی در کشتی سازی در سال ۱۹۷۰ شرکت داشت و بعداً به خاطر اعتراضاتش، اخراج شد.
والسا، به خاطر فعالیت‌های مخالفش بین سال‌های ۱۹۷۶ و ۱۹۸۰ بارها بازداشت شد. نقش والسا در برخورد با کمونیست‌ها، برای آزادی‌های سیاسی، بیشتر برایش شناسایی بین‌المللی و ستایش غرب را به همراه آورد. در ژوئیه ۱۹۸۰ که بیش از یکصد هزار کارگر در اعتراض به افزایش بهای مواد غذایی دست به اعتصاب زدند، کشتی سازی گدانسک در مرکز اعتراض بود. در چهاردهم اوت ۱۹۸۰ کارگران کنترل این کشتی سازی را به درست گرفتند. والسا به سرعت رهبر آنها شد و با معاون اول نخست‌وزیر ملاقات کرد تا برای دادن حق تشکیلات آزاد و مستقل به کارگران به توافق برسد. در سپتامبر والسا، اتحادیه همبستگی را تشکیل داد و به ریاست آن انتخاب شد؛ اما سال بعد رژیم لهستان سیاست سرکوب را در پیش گرفت. اتحادیه همبستگی را منحل و والسا را بازداشت کرد. والسا در ۱۹۸۲ آزاد شد و در ۱۹۸۳ جایزه صلح نوبل را برد که باعث ناراحتی دولت لهستان شد. او به مبارزه در راه آزادی ادامه داد و تا دسامبر ۱۹۸۸ داشت روشن می‌شد که تعداد فزاینده ای از لهستانی‌ها دیگر شرایط اقتصادی نامساعد را تحمل نخواهند کرد. در جلسه عمومی حزب کمونیست، رهبران حزب، در یک حرکت استثنایی از جنبش غیرقانونی و مخالف همبستگی، دعوت کردند که در گفتگوهایی که در فوریه۱۹۸۹ صورت گرفت، شرکت کند. این گفتگوها ۵۹ روز ادامه پیدا کرد. در نتیجه همبستگی یک جنبش قانونی شد و قرار شد، اصلاحات سیاسی در جهت افزایش نقش پارلمان به عمل آید و همبستگی اجازه معرفی کاندیدا داشته باشد. والسا و همکاران فعالش با شور و اشتیاق در کارزار انتخاباتی شرکت کردند. پس از انتخابات ژوئن ۱۹۸۹ همبستگی ۹۹ کرسی از ۱۰۰ کرسی سنا و نیز اکثریت را در مجلس سفلی به دست آورد. والسا تلاش نکرد که خودش بر سرکار آید؛ بلکه در دولت جدید فعالانه مشارکت کرد.
والسا در سال ۱۹۸۹ برای ریاست جمهوری نامزد شد و با اکثریت قاطع به پیروزی رسید. او در مقام رئیس‌جمهور، کشور را در مسیر اصلاحات اقتصادی و دموکراتیک از جمله خصوصی‌سازی و نخستین انتخابات پارلمانی کاملاً آزاد لهستان در ۱۹۹۱ هدایت کرد. والسا در کارزار انتخاباتی سال ۱۹۹۵ به الکساندر کواشنیوسکی رئیس اتحاد چپ دموکراتیک باخت. والسا هنوز در صحنه سیاسی لهستان فعال است.

## اتهام همکاری با سازمان امنیت دوران کمونیسم
برای دولت جدید لهستان، لخ والسا که یکی از مشهورترین سیاستمداران و مبارز آزادی‌خواه بوده، یک خائن محسوب می‌شود و قیام ۱۹۸۹ که طلیعه دموکراسی و شکوفایی بازارها را به دنبال داشت، چیزی جز توطئه نبوده‌است. در اسنادی که اخیراً منتشر شده ادعا شده که این رهبر سابق عامل خود فروخته مقام‌های کمونیست بوده‌است.
ویتولد واسژیکوفسکی، وزیر امور خارجه لهستان گفت: والسا احتمالاً یک عروسک خیمه شب بازی بوده‌است. ما باید این مسئله را حل کنیم. این مورد روی ایجاد یک لهستان مستقل و نخبگان سیاسی آن سایه می‌افکند.
رئیس‌جمهوری پیشین لهستان و رهبر سابق جنبش همبستگی که موجب سقوط حکومت کمونیستی در سال ۱۹۸۹ در کشورش شد، بار دیگر متهم شده که در دوران جوانی، جاسوس پلیس مخفی حزب کمونیست بوده‌است.
والسای ۷۲ ساله پیش از این در دادگاهی در سال ۲۰۰۰ از اتهام جاسوسی تبرئه شده بود و قضات این دادگاه اعلام کردند، پلیس مخفی سازمان امنیت لهستان (SB) مدارکی را علیه وی جعل کرده بود تا مانع دستیابی وی به جایزه صلح نوبل در سال ۱۹۸۳ شود. والسا همواره این اتهامات را تکذیب می‌کند.
رهبر پیشین لهستان معتقد است که این اسناد را کمونیست‌ها جعل کرده‌اند تا مایه بی‌اعتباری وی شوند. دولت کنونی لهستان به رهبری حزب قانون عدالت سال گذشته بار دیگر قدرت را به دست گرفت و وعده بازنگری در یک لهستان «ویران‌شده» را داد.